# Boromys torrei
Boromys torrei é uma espécie de roedor extinto da família Echimyidae.
Era endêmico de Cuba.